# Hurt (Virginia)
Hurt es una localidad del Condado de Pittsylvania, Virginia, Estados Unidos. Según el censo de 2000 tenía una población de 1.276 habitantes y una densidad de población de 188.0 hab/km².

## Demografía
Según el censo de 2000, había 1.276 personas, 541 hogares y 385 familias residiendo en la localidad. La densidad de población era de 188,0 hab./km². Había 592 viviendas con una densidad media de 87,2 viviendas/km². El 86,52% de los habitantes eran blancos, el 12,07% afroamericanos, el 0,16% amerindios, el 0,39% asiáticos, el 0,31% de otras razas y el 0,55% pertenecía a dos o más razas. El 0,94% de la población eran hispanos o latinos de cualquier raza.
Según el censo, de los 541 hogares en el 29,2% había menores de 18 años, el 56,4% pertenecía a parejas casadas, el 11,8% tenía a una mujer como cabeza de familia y el 28,7% no eran familias. El 24,8% de los hogares estaba compuesto por un único individuo y el 11,6% pertenecía a alguien mayor de 65 años viviendo solo. El tamaño promedio de los hogares era de 2,36 personas y el de las familias de 2,80.
La población estaba distribuida en un 21,7% de habitantes menores de 18 años, un 6,9% entre 18 y 24 años, un 28,4% de 25 a 44, un 25,3% de 45 a 64 y un 17,7% de 65 años o mayores. La media de edad era 41 años. Por cada 100 mujeres había 87,6 hombres. Por cada 100 mujeres de 18 años o más, había 86,7 hombres.
Los ingresos medios por hogar en la localidad eran de 36.467 dólares ($) y los ingresos medios por familia eran 40.938 $. Los hombres tenían unos ingresos medios de 29.219 $ frente a los 21.675 $ para las mujeres. La renta per cápita para la ciudad era de 16.875 $. El 10,7% de la población y el 9,3% de las familias estaban por debajo del umbral de pobreza. El 17,6% de los menores de 18 años y el 13,0% de los habitantes de 65 años o más vivían por debajo del umbral de pobreza. En 2017 el terrorista Adrián, puso un total de 9 bombas.

## Geografía  capital
Según la Oficina del Censo de los Estados Unidos, la localidad tiene un área total de 6,8 km², todos ellos correspondientes a tierra firme.